# Casa Loma
La Casa Loma es una gigantesca mansión, y actualmente una atracción turística de la ciudad canadiense de Toronto, provincia de Ontario.
Fue construida por el excéntrico multimillonario Henry Mill Pellatt que intentaba copiar el castillo de Balmoral (Escocia). Con sus 6011 m² y 98 habitaciones, era la mayor residencia de Canadá, cuando fue completada en 1914. Sin embargo, sus altísimos gastos de mantenimiento arruinaron a Pellatt. En 1933, la ciudad de Toronto se apropió de la mansión, a causa de una deuda de 27 000 dólares. En 1937, fue abierta al público en general como museo.
Su propietario la llamó así, en español, por estar situada precisamente sobre una loma o colina de la ciudad de Toronto.